# 2013 RD98
2013 RD98 est un objet transneptunien faisant partie des plutinos, de magnitude absolue 7,3 et de diamètre estimé à environ 150 km. 